# معركة مضيق هرمز (1553)

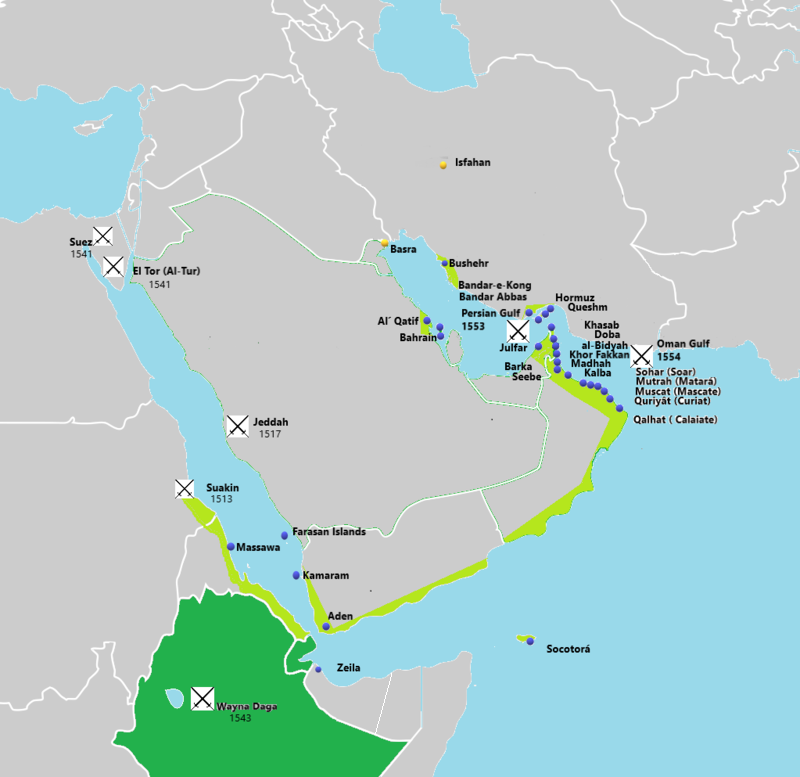
البرتغاليون في الخليج العربي والبحر الأحمر.الأخضر الفاتح: الممتلكات والمدن الرئيسية. أخضر غامق: الحلفاء [تقديري] أو تحت النفوذ. الأصفر: المراكز الرئيسية.

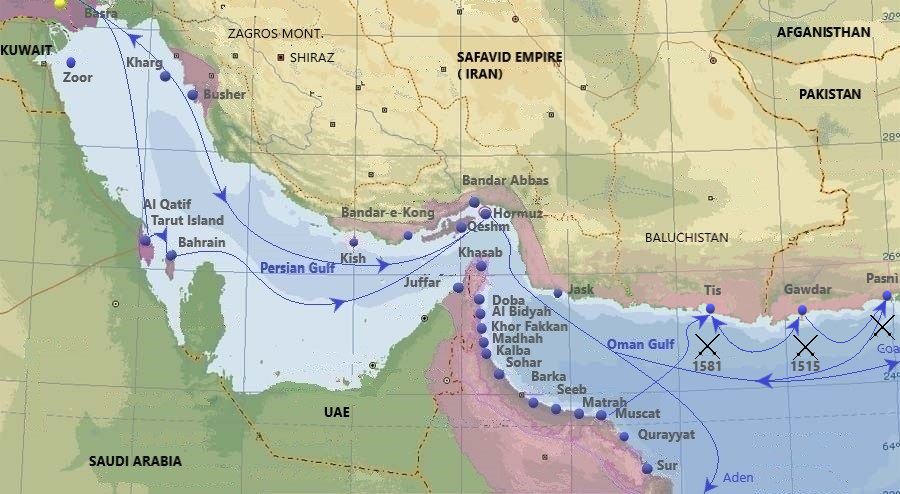
الأرجواني: البرتغاليون في الخليج العربي في القرنين السادس عشر والسابع عشر. المدن والموانئ والطرق الرئيسية.

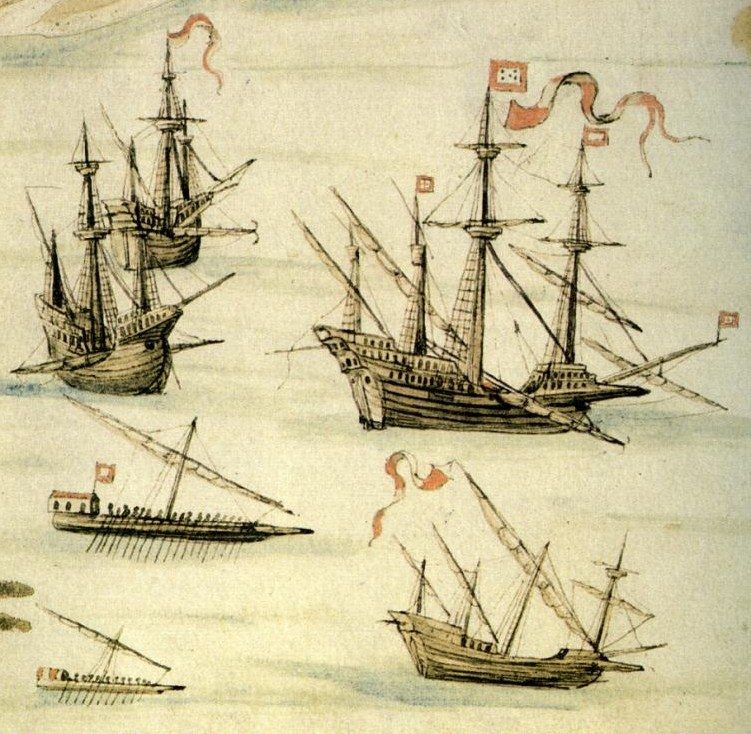
السفن البرتغالية المستخدمة في المحيط الهندي؛ القرقور والغليون وكارافيل مربعة الشراع وسفن تجديف من عدة أحجام

دارت معركة مضيق هرمز في أغسطس 1553 بين أسطول عثماني بقيادة الأدميرال مراد ريس ضد الأسطول البرتغالي بقيادة دوم دييغو دي نورونها. أجبر الأتراك على التراجع بعد الاشتباك مع البرتغاليين.

## المقدمة
وفي أغسطس 1553م عهدت قيادة الأسطول العثماني في البصرة بعد إعدام بيري ريس إلى مراد بيك أو مراد ريس -وهو مغربي من فاس- كان متصرف لواء القطيف عندما هاجمه البرتغاليون وأخذوها منه، وأوكلت إليه مهمة نقل الإسطول العثماني الذي تركه بيري ريس في حالة سيئة من البصرة إلى السويس لحمايتها من التحرش البرتغالي. لكن مثل تلك المهمة تتطلب الإبحار عبر مضيق هرمز، التي يراقبها البرتغاليون عن كثب وتخضع لحراسة مشددة من قاعدتهم في هرمز.
وقد أثار هجوم بيري ريس على مسقط وهرمز في العام السابق ردًا برتغاليًا من غوا، فشكلوا 30 جاليون وكارافيل و 70 سفينة مجذاف و 3000 جندي بقيادة نائب الملك نفسه الدوم أفونسو دي نورونها. ولم تكن هناك حاجة آنية لتلك القوات في ذلك الوقت، ولكن مع ذلك جرى إبقاء تعزيزات كبيرة في هرمز لتأمينها ضد هجمات عثمانية محتملة في المستقبل القريب. وكان قبطان هرمز البرتغالي آنذاك دوم أنطونيو دي نورونها، وقبطان هرمز دوم دييغو دي نورونها. انضم دوم دييغو إلى أسطول دوم بيدرو دي أتايد الذي كان قد عاد لتوه من محاصرة مصب البحر الأحمر في ذلك العام.
وفي مايو 1553 انطلق دوم ديوغو في البحر للقيام بدوريات في محيط رأس مسندم مع قوته الرئيسية، وقام إرسال زورقين صغيرين لاستكشاف شط العرب لمراقبة التحركات العثمانية. بعد بضعة أشهر عادت المركبتان بمعلومات تفيد بأن مراد ريس غادر البصرة ومعه إسطوله وقد تبعه عن قرب في طريقه نحو مضيق هرمز.

## المعركة
أبحر الأتراك في طابور قريبًا من الشاطئ، وبمجرد أن كشفهم الأسطول البرتغالي، حاولوا أن يطوفوا حوله شمالًا. وللسماح للغليون والكارافيل الحربية بإطلاق النيران، شكل البرتغاليون خطاً (وهو تكتيك أصبح بعدها معيارًا في الحرب البحرية). أثبت مراد ريس أنه كان ماهرًا بنفس القدر في قيادة القوادس الخاصة به: وبسبب افتقاره لمدفعية المقدمة، أمر جميع القوادس الخاصة به بالانحراف إلى الميمنة بنفس الوقت، كي يمكن لمدافع المقدمة بإطلاق النار على البرتغاليبن، قبل إكمال المسار. فاخترقت قذيفة تركية السفينة الرئيسية البرتغالية أسفل خط الماء. فحاول ربان السفينة في تلك اللحظة الحرجة عمل مناورة محفوفة بالمخاطر: تغيير الاتجاه نحو الريح، فمال الغاليون مما أدى إلى رفع الثقب فوق خط الماء، فتمكن النجارين من إغلاقها خلال المعركة.
وقرب نهاية الضحى هدأت الريح، تاركة السفن الشراعية البرتغالية والعثمانية ثابتة، ولكن ليس القوادس. فاستولى مراد ريس على قرقورًا لا يمكنه تركه، واستغل الفرصة ليحيط بغليون برتغالي منعزل. وتمكن طاقم الغليون خلال الساعات الست التالية من مواجهة قصف مستمر، وقد سقط صواريها وهدمت أبراجها الأمامية والخلفية. ومع ذلك لم يتمكن الأتراك من إغراقها بالنيران أو حتى الاقتراب منها والاقتتال. في الوقت نفسه تعرضت القوادس التركية لمضايقات من سفن الفوستا البرتغالية، ولأنها خفيفة الوزن لم تتجاوز في هجومها.
ومع اشتداد الريح أطبقت السفن الشراعية البرتغالية والكارافيل الحربية مرة أخرى على القوادس التركية، وبالنهاية انسحب مراد ريس متخذًا طريق العودة إلى البصرة في نوفمبر 1553م/ذي الحجة 960هـ، فابلغ الحكومة العثمانية في إسطنبول بتفاصيل ما جرى. وقتل في تلك المعركة إثنان من كبار القادة العثمانيين وهما «سلمان رئيس» قائد سفينة مراد رئيس، و«رجب رئيس» قائد سفينة أخرى. أما البرتغاليين فقد خسروا في تلك المعركة خسائر عظيمة، ولكن بقيت قوتهم البحرية أقوى من القوة العثمانية.

## بعد المعركة
حيّى الدوم دييغو دي نورونها طاقم السفينة المحطمة وأثنى عليهم لمقاومتهم الشجاعة، مهنئًا ضباط القيادة ومعلناً أنهم أدوا واجباتهم كما هو متوقع بسبب نبل رتبهم. ثم جرى قطر السفينة المهشمة إلى هرمز بواسطة سفن التجديف، بينما انطلق الدوم دييغو دي نورونها بحثًا عن القوادس التركية. ونظرًا لسكون الريح فقد تمكن مراد ريس من الابتعاد كثيرًا عن البرتغاليين، وتمكن من الوصول إلى البصرة بأمان في غضون سبعة أيام، فعاد الدوم دييغو إلى هرمز ثم غوا، تاركًا عددًا قليلاً من الزوارق التي تراقب مصب شط العرب.
بعد تلك النكسة فصل مراد ريس من قيادته واستبدل بسيدي علي ريس، الذي حاول أيضًا نقل الإسطول العثماني عبر الخليج العربي في العام التالي.